# Heinrich Witte
Pour les articles homonymes, voir Witte.
Heinrich Carl Witte, né le 8 janvier 1888 à Minden (Westphalie) et mort le 10 septembre 1933 à Berlin (Allemagne), est un acteur allemand.

## Biographie
Heinrich Witte était un membre du groupe autour du réalisateur Max Reinhardt et un ami personnel de Lothar Müthel et Friedrich Wilhelm Murnau. Witte est mort d'une pneumonie.

## Filmographie partielle

### Au cinéma
- 1920 : Der Richter von Zalamea (de) : Don Alvaro
- 1922 :  Nosferatu le vampire (Nosferatu – Eine Symphonie des Grauens) de Friedrich Wilhelm Murnau : Wärter im Irrenhaus (non crédité)
- 1922 : Liebes-List und -Lust : Fremder Gast
- 1922 : Le Fantôme de Friedrich Wilhelm Murnau : Amtsdiener (clerk)
- 1925 : Freies Volk (en) : Hausdiener Jessen
- 1927 : Die Geliebte des Gouverneurs (en) : Adjutants Sekretär
- 1927 : Maria Stuart (de) : Der erste Soldat (Teil 1 und 2)

## Théâtre
- 1916 : Beaucoup de bruit pour rien de William Shakespeare
- 1916 : Das Nürnbergisch Ei de Walter Harlan (de)
- 1916 : Roméo et Juliette de William Shakespeare
- 1924 : L'Histoire du soldat d'Igor Stravinsky
- 1927 : Ein Frühlings-Mysterium de Bruno Schönlank (de)